# Équipe d'Australie espoirs de cyclisme sur route
L'équipe d'Australie espoirs de cyclisme sur route est l'équipe nationale des moins de 23 ans de cyclisme sur route. La sélection représente l'Australie aux championnats du monde sur route espoirs. Elle participe également aux épreuves espoirs de l'UCI Coupe des Nations U23 qui regroupent des courses d'un jour, par étapes et des championnats de cyclisme continentaux. 

## Sélectionneurs
- 2010- : James Victor[1]

## Palmarès

### Championnats du monde espoirs
| Édition | Médaille | Coureur            | Épreuve                  |
| ------- | -------- | ------------------ | ------------------------ |
| 1999    | Argent   | Michael Rogers     | Contre-la-montre espoirs |
| 2000    | Bronze   | Michael Rogers     | Contre-la-montre espoirs |
| 2001    | Bronze   | James Perry        | Contre-la-montre espoirs |
| 2005    | Argent   | William Walker     | Course en ligne espoirs  |
| 2007    | Argent   | Wesley Sulzberger  | Course en ligne espoirs  |
| 2008    | Bronze   | Cameron Meyer      | Contre-la-montre espoirs |
| 2009    | Or       | Jack Bobridge      | Contre-la-montre espoirs |
| 2010    | Or       | Michael Matthews   | Course en ligne espoirs  |
| 2010    | Argent   | Luke Durbridge     | Contre-la-montre espoirs |
| 2011    | Or       | Luke Durbridge     | Contre-la-montre espoirs |
| 2011    | Bronze   | Michael Hepburn    | Contre-la-montre espoirs |
| 2012    | Argent   | Rohan Dennis       | Contre-la-montre espoirs |
| 2012    | Bronze   | Damien Howson      | Contre-la-montre espoirs |
| 2013    | Or       | Damien Howson      | Contre-la-montre espoirs |
| 2014    | Or       | Campbell Flakemore | Contre-la-montre espoirs |
| 2014    | Argent   | Caleb Ewan         | Course en ligne espoirs  |
| 2016    | Bronze   | Miles Scotson      | Contre-la-montre espoirs |
| 2021    | Argent   | Lucas Plapp        | Contre-la-montre espoirs |
| 2023    | Bronze   | Hamish McKenzie    | Contre-la-montre espoirs |

### Coupe des nations espoirs
| Édition | Classement | Victoires | Détail                                                            |
| ------- | ---------- | --------- | ----------------------------------------------------------------- |
| 2007    | -          |           |                                                                   |
| 2008    | 9e         |           |                                                                   |
| 2009    | -          |           |                                                                   |
| 2010    | 12e        |           |                                                                   |
| 2011    | 20e        |           |                                                                   |
| 2012    | 12e        |           |                                                                   |
| 2013    | 14e        | 1         | Côte picarde (Caleb Ewan)                                         |
| 2014    | 9e         |           |                                                                   |
| 2015    | 8e         | 1         | Tour des Flandres espoirs (Alexander Edmondson)                   |
| 2016    | 11e        |           |                                                                   |
| 2017    | 14e        |           |                                                                   |
| 2018    | 16e        | 1         | Tour des Flandres espoirs (James Whelan)                          |
| 2019    | 22e        | 1         | Championnat d'Océanie du contre-la-montre espoirs (Liam Magennis) |
| 2021    | 12e        |           |                                                                   |
| 2022    | 11e        |           |                                                                   |
| 2023    | 16e        |           |                                                                   |
| 2024    | 21e        |           |                                                                   |